# Walter Greaza
Walter Noel Greaza (* 1. Januar 1897 in Saint Paul, Minnesota, Vereinigte Staaten; † 1. Juni 1973 in Kew Gardens, New York, Vereinigte Staaten) war ein US-amerikanischer Schauspieler und Fernsehschauspieler.

## Leben
Walter Greaza war der Sohn von Albert Edward Greanza und seiner Frau Mary Elizabeth Frickelton. studierte Wirtschaftsrecht und Politikwissenschaften an der University of Minnesota und war Mitglied der Theatergruppe der Universität. Während des Ersten Weltkriegs diente er in der US Navy.
Greaza wurde 1942 zum nationalen Verwaltungsvorsitzenden der American Guild of Variety Artists ernannt  und war 1943 stellvertretender Geschäftsführer von Actors Equity. 1948 heiratete er Helene Ambrosius.  Sie blieben bis zu ihrem Tod im Jahr 1966 verheiratet.
1946 hatte Greaza in dem Film The Story of Kenneth W. Randall, M.D. seinen ersten Auftritt. Er spielte 1948 bis 1949 in der Fernsehserie The Philco Television Playhouse erstmals einen größeren Handlungsbogen. Von 1950 bis 1955 spielte er in 182 Folgen der Fernsehserie Treasury Men in Action mit.

## Filmografie
- 1946: The Story of Kenneth W. Randall, M.D.
- 1947: 13 Rue Madeleine
- 1947: Bumerang (Boomerang)
- 1948: Kennwort 777 (Call Northside 777)
- 1948: Straße ohne Namen (The Street with No Name)
- 1948: Betrug (Larceny)
- 1948–1949: The Philco Television Playhouse (Fernsehserie, 2 Folgen)
- 1949: Der große Gatsby (The Great Gatsby)
- 1950: The Big Story (Fernsehserie, Folge 1x10)
- 1950: Mama (Fernsehserie, 2 Folgen)
- 1950–1955: Treasury Men in Action (Fernsehserie, 182 Folgen)
- 1951: Der Todesfelsen von Colorado (New Mexico)
- 1951–1952: Martin Kane, Private Eye (Fernsehserie, 4 Folgen)
- 1956: Man and Superman (Fernsehfilm)
- 1956–1969: The Edge of Night (Fernsehserie, 33 Folgen)
- 1958: The Phil Silvers Show (Fernsehserie, 2 Folgen)
- 1959: Mit mir nicht, meine Herren (It Happened to Jane)
- 1959–1964: Brenner (Fernsehserie, 3 Folgen)
- 1961–1962: The United States Steel Hour (Fernsehserie, 3 Folgen)
- 1961–1965: Preston & Preston (The Defenders, Fernsehserie, 4 Folgen)